# Бегоца (Мантова)
Бегоца је насеље у Италији у округу Мантова, региону Ломбардија.
Према процени из 2011. у насељу је живело 8 становника. Насеље се налази на надморској висини од 16 м.